# Prosena tenuipes
Prosena tenuipes là một loài ruồi trong họ Tachinidae.